# نیکولاس کامپیون
نیکلاس کامپیون اخترشناس و اختربین در دانشگاه ولز، لمپتر است. وی دانش‌آموخته کارشناسی در کالج کوینز کمبریج، کارشناسی ارشد در آموزشگاه بررسیهای خاورشناسی و آفریقایی دانشگاه لندن، و دکترا در دانشگاه غرب انگلستان است. او از سال ۱۹۸۲ سرگرم آموزش اختربینی است.
کامپیون اکنون سرپرست مرکز سوفیا، گرداننده و برنامه‌ریز دوره آموزشی نوآورانه کیهان‌شناسی، اختربینی در این هسته آموزشی ویژه است. راهبرد این آموزشکده در دانشگاه ولز، آموزش و گسترش اخترشناسی و اختربینی فرهنگی به شیوه دانش بنیاد است.
وی برنامه‌های گوناگونی در شبکه‌های بی‌بی‌سی، تاریخ، شبکه ۴، دیسکاوری (یافته‌ها) برگزار نموده‌است.